# Echoes in a Shallow Bay
Albums de Cocteau Twins
Tiny Dynamine The Pink Opaque (en)
Echoes in a Shallow Bay est un EP du groupe britannique de rock d'origine écossaise Cocteau Twins sorti en octobre 1985 sur le label 4AD. Il comporte quatre morceaux ne figurant sur aucun album du groupe.
Il paraît deux semaines après un autre EP, Tiny Dynamine, dont les quatre titres ont été enregistrés au même moment. Tiny Dynamine et Echoes in a Shallow Bay apparaissent comme un diptyque musical, il n'est pas possible de les évoquer séparément. Les deux disques sont d'ailleurs regroupés en un seul, au format CD, le 15 novembre 1985.
Avec ces deux EPs, le groupe entre dans une nouvelle phase où il développe des atmosphères plus abstraites et travaille davantage les sonorités, ouvrant la voie pour les albums suivants.
Plusieurs titres font référence à des noms de papillons. Ainsi, sur ce EP, Great Spangled Fritillary qui est le nom vernaculaire en anglais de l' argynne cybèle. Pale Clouded White fait penser au Pale Clouded Yellow, nom anglais du soufré, quant à Melonella, où Elizabeth Fraser récite les noms scientifiques de plusieurs familles de papillons (Hesperiidae, Papilionidae...), il peut se référer au galleria mellonella.

## Liste des titres
Toutes les chansons sont écrites et composées par Cocteau Twins (Elizabeth Fraser, Robin Guthrie, Simon Raymonde).
| No | Titre                     | Durée |
| -- | ------------------------- | ----- |
| 1. | Great Spangled Fritillary | 4:02  |
| 2. | Melonella                 | 4:05  |
| 3. | Pale Clouded White        | 4:59  |
| 4. | Eggs and Their Shells     | 3:06  |

## Classements hebdomadaires
| Classement (1985-1986)         | Meilleure position |
| ------------------------------ | ------------------ |
| Nouvelle-Zélande (RMNZ)        | 48                 |
| Royaume-Uni (UK Singles Chart) | 65                 |